# Olle Dahlin

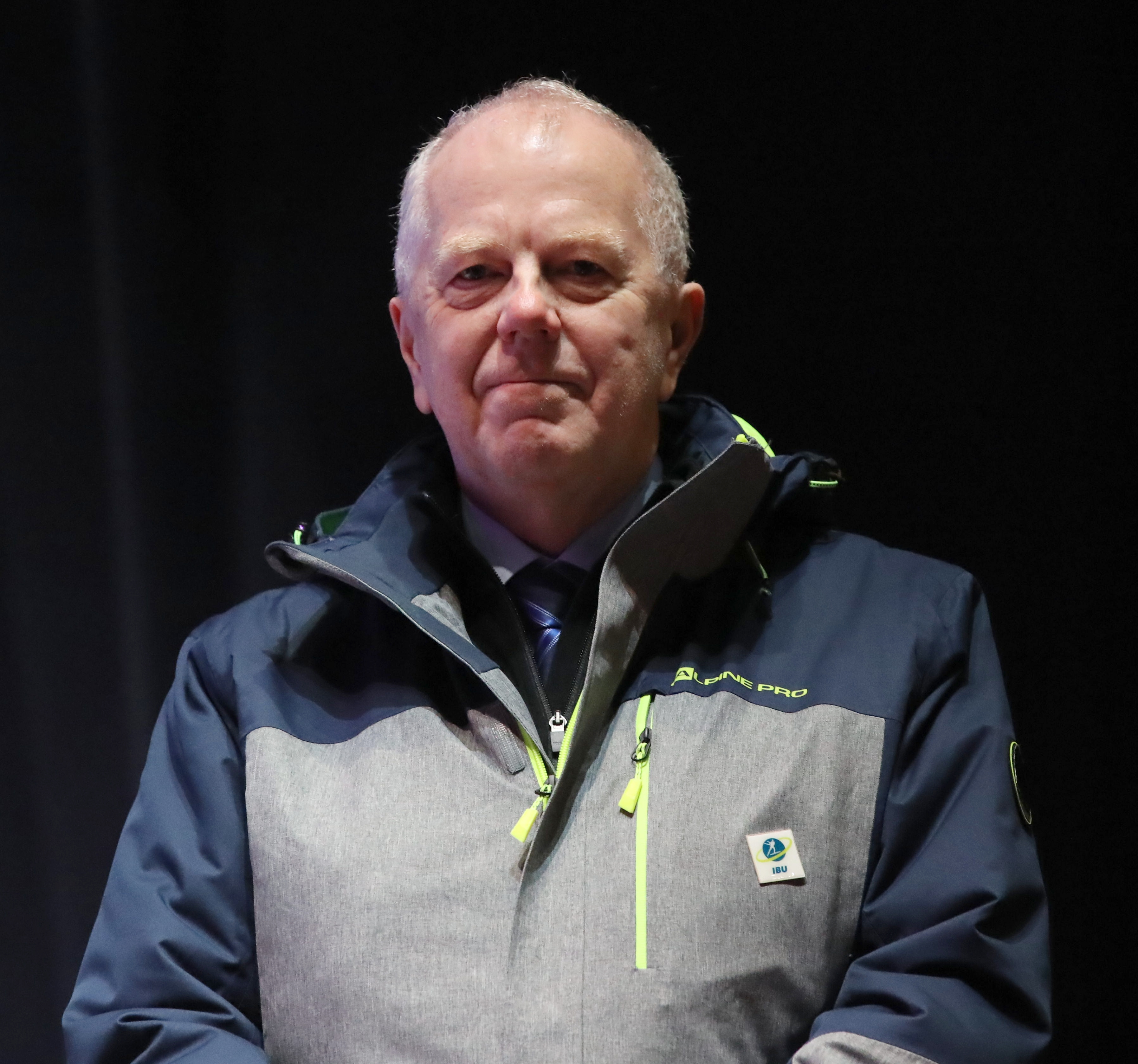
Dahlin bei den Olympischen Jugend-Winterspielen 2020

Olle Dahlin (* 8. August 1954) ist ein schwedischer Sportfunktionär. Seit 2018 ist er Präsident der Internationalen Biathlon-Union (IBU), zuvor war er von 2010 bis 2018 Vorsitzender des Schwedischen Biathlon-Verbands.

## Sportlicher Werdegang
Dahlin, der selbst aktiver Skisportler und Biathlet war, gründete in Sundsvall den lokalen Biathlonclub, für den die mehrmalige Weltmeisterin und Gesamtweltcupsiegerin Magdalena Forsberg startete. Von 1987 bis 1998 war er Mannschaftsführer des schwedischen Biathlon-Nationalteams und leitete in dieser Zeit unter anderem die Wettkämpfe des Europäischen Olympischen Jugendfestivals 1997 in Sundsvall. Im schwedischen Biathlonverband gehörte er ab 1999 zum Vorstand, wurde 2005 zum Vizepräsidenten und 2010 zum Präsidenten gewählt. Er war an der Organisation der Weltmeisterschaften 2008 in Östersund beteiligt und hatte elf Jahre später bei der WM am gleichen Ort den Vorsitz des Organisationskomitees inne. 2017 wurde er Vorstandsmitglied des Schwedischen Olympischen Komitees. Als Präsidentin des schwedischen Biathlonverbandes löste ihn 2018 Sofia Domeij ab.
Im April 2018 trat Anders Besseberg nach 25 Jahren an der Spitze der Internationalen Biathlon-Union (IBU) infolge einer Bestechungsaffäre um vertuschte Dopingfälle zurück. Dahlin, der seit 2014 Vizepräsident des Weltverbandes war, erklärte wenig später seine Kandidatur für Bessebergs Nachfolge. Auf dem IBU-Kongress in Poreč im September 2018 setzte er sich mit 39 zu 12 Stimmen gegen die frühere lettische Justizministerin Baiba Broka als einzige Gegenkandidatin durch. Er versprach finanzielle Transparenz und einen harten Anti-Dopingkampf, um Vertrauen in den Weltverband zurückzugewinnen. Mehrere Beobachter äußerten nach der Wahl Skepsis, inwieweit Dahlin als Vertreter des bestehenden Systems einen Neuanfang verkörpere. Er selbst beteuerte, dass er in seinen Jahren als Vizepräsident zwar am Vorgehen der IBU gezweifelt, aber keinen Verdacht auf illegale Aktivitäten entwickelt habe. Unter Dahlin setzte die IBU im November 2018 eine externe Untersuchungskommission ein, die im Januar 2021 ihre Ergebnisse präsentierte und der früheren Führung, insbesondere Besseberg, „systematisch korruptes und unethisches Verhalten“ bescheinigte. In einem offenen Brief an die Biathleten entschuldigte sich Dahlin im Namen des Verbandes. Sowohl Sportler wie Arnd Peiffer als auch Vertreter der neugeschaffenen Biathlon Integrity Unit lobten die Bemühungen der IBU.
Im September 2022 wurde Olle Dahlin beim IBU-Kongress in Salzburg ohne Gegenkandidaten einstimmig zu einer zweiten Amtszeit als Präsident gewählt.

## Persönliches
Dahlin wuchs in Likenäs im nördlichen Värmland auf und lebt heute in Skåre in der Gemeinde Karlstad. Er studierte in Göteborg und schloss an der Handelshochschule ein Bachelorstudium in Betriebswirtschaftslehre und an der Technischen Hochschule Chalmers ein Masterstudium in Chemieingenieurwesen ab. Später arbeitete er in führender Position für verschiedene Unternehmen der Zellstoff- und Papierindustrie. Er ist verheiratet und hat drei Söhne.